# Sentiero del Brigante
Il sentiero del Brigante è un sentiero escursionistico, tematico e di lunga percorrenza calabrese, che parte dalla località sciistica di Gambarie, frazione di Santo Stefano in Aspromonte, in provincia di Reggio Calabria e termina a Serra San Bruno o Bivongi-Stilo, nelle Serre calabresi suddiviso in 7 tappe creato dal GEA (Gruppo Escursionisti d'Aspromonte) nel 1989 e completato l'anno successivo.

## Descrizione
Sviluppandosi all'interno di due aree protette, il Parco nazionale dell'Aspromonte ed il Parco naturale delle Serre, rappresenta un'importante risorsa per il turismo e quindi per lo sviluppo del territorio: è lungo circa 140 Km, ideale da percorrere in 9 giorni con 5 ore di cammino al giorno, ed è presente nell'Atlante Nazionale dei Cammini del MIBACT. Il nome nasce dal fatto che fu una strada percorsa in passato da numerosi briganti tra cui: Nino Martino, Giuseppe Musolino, la banda Mittica, bizzarro e Giuseppe Pronestì il brigante Sonnino.

### Percorso

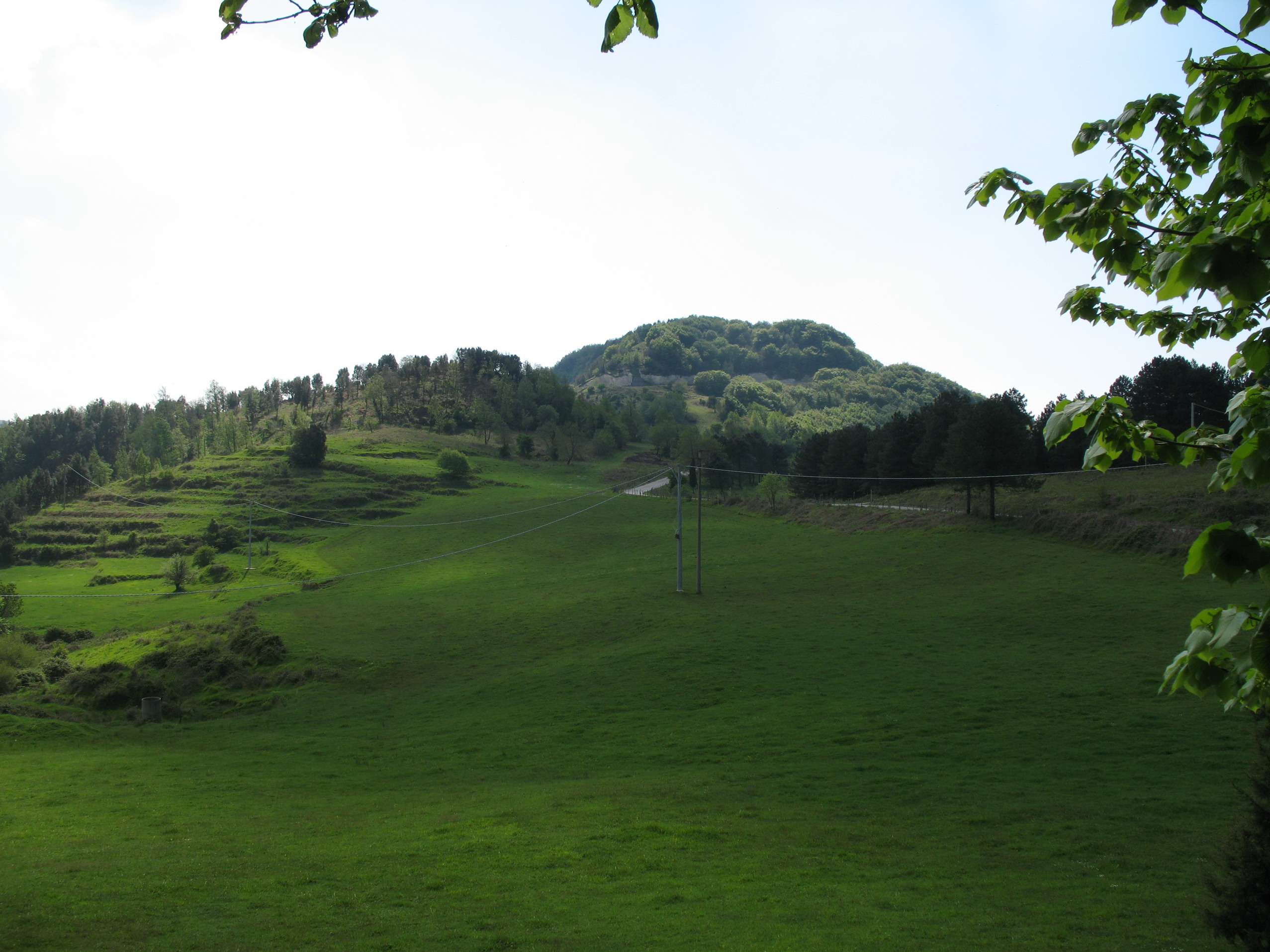
Passo della Limina

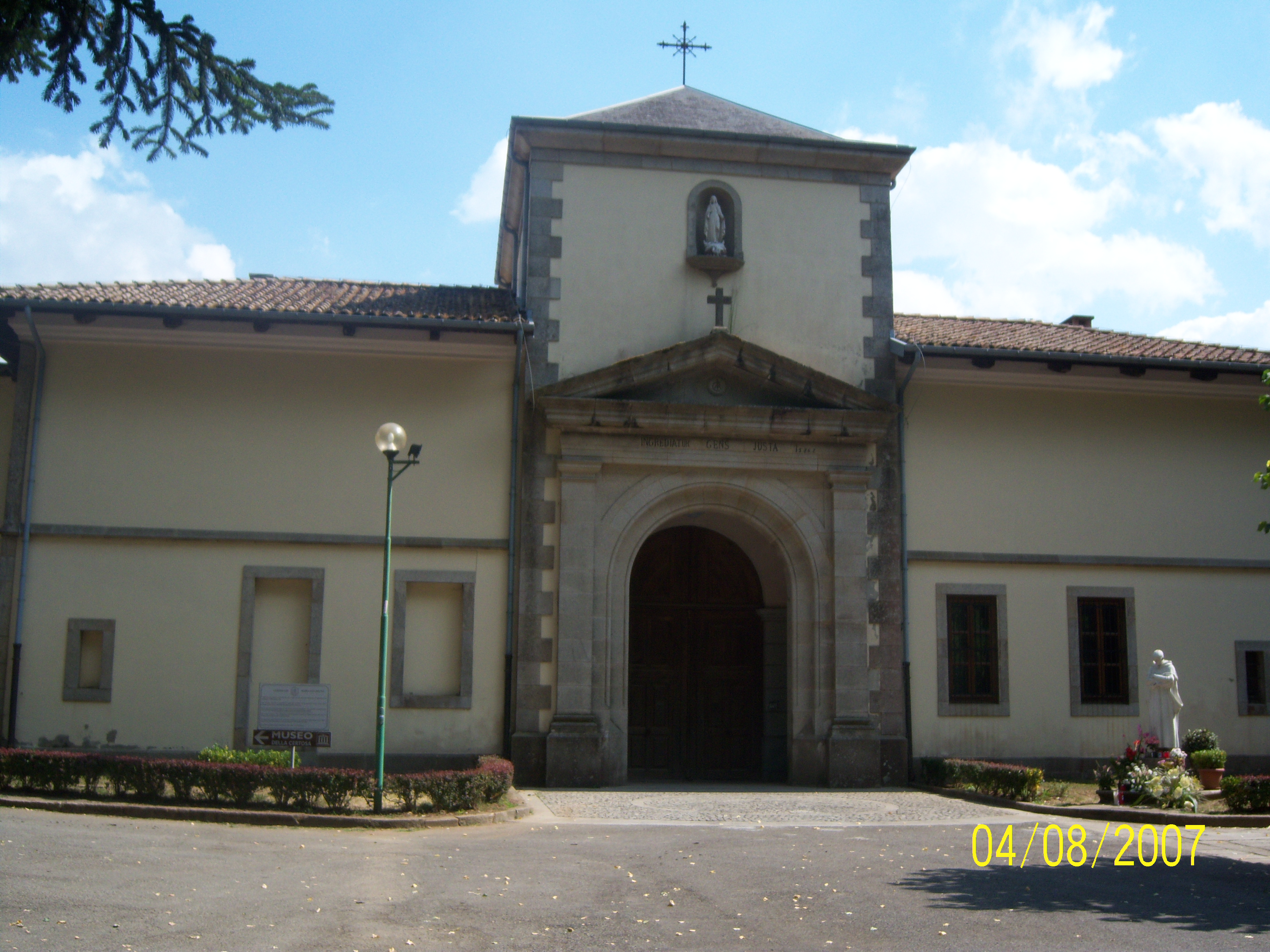
Certosa di Serra San Bruno

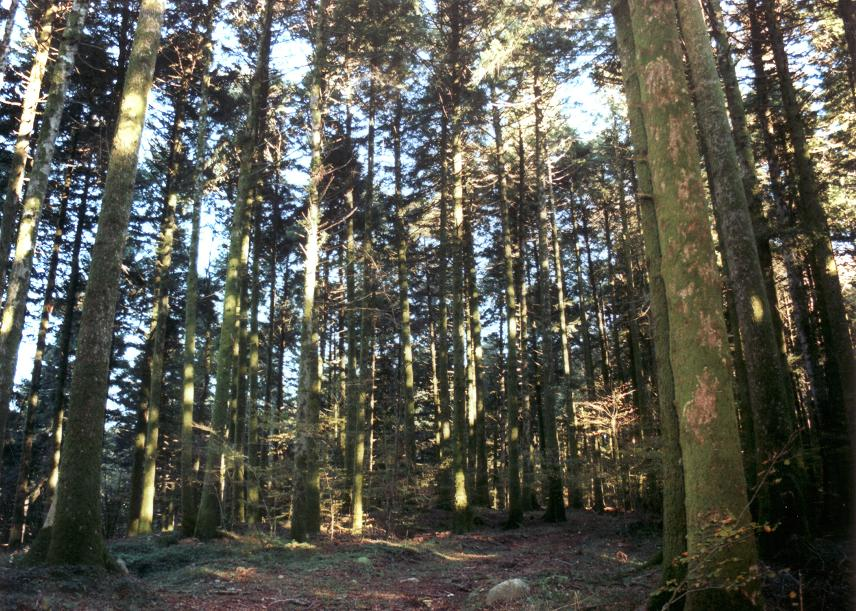
Bosco Serra San Bruno

Il sentiero è percorribile anche in 7 giorni in entrambe le direzioni perché non presenta tratti impegnativi e d'arrampicata; la conclusione di ogni tappa termina nei pressi di aree antropizzate quindi è sempre possibile terminare in anticipo il sentiero o percorrere anche solo singole tappe, il territorio da Gambarie al Passo della Limina, ricade nel Parco Nazionale dell'Aspromonte e dopo inizia la catena delle Serre calabre. Tracciato con segnaletica a strisce rossa-bianca-rossa e per alcuni tratti segue il Sentiero Italia lungo il crinale, attraversa i territori comunali di: Gambarie (Santo Stefano in Aspromonte), Oppido Mamertina, Platì, Ciminà, Cittanova
(Zomaro), Canolo, Molochio (Trepitó), San Giorgio Morgeto, Mammola (Passo della Limina), Fabrizia, Mongiana, Serra San Bruno, Pazzano, Bivongi e Stilo.
Il Parco nazionale dell'Aspromonte ha incluso il Sentiero del Brigante, da Gambarie al Passo della Limina, nella rete sentieristica del territorio del parco, da percorrere in 4 tappe (Tappa 1, Gambarie – Carmelia; Tappa 2, Carmelia – Zervò; Tappa 3, Zervò – Zomaro e Tappa 4 , Zomaro – Passo della Limina), valorizzando il percorso del sentiero trekking anche con pubblicazioni di cartine e dépliant, aumentando la presenza di numerosi escursionisti che arrivano anche dall’estero, amanti della montagna aspromontana per la grande valenza naturalistica, paesaggistica e storico-culturale. Alla fine di ogni tappa, si ha la possibilità di usufruire di pernottamento e ristoro presso strutture ricettive.
L'itinerario collega l'Aspromonte alle Serre, percorre l'antico sentiero naturale sul crinale, collegando altre montagne della dorsale appenninica verso il nord Italia, oggi con qualche tratto di strada asfaltata. Lungo il percorso si possono ammirare numerose vedute panoramiche della costa Jonica e Tirrenica e per la sua ricca storia, le sue bellezze naturalistiche, paesaggistiche, con attrazioni culturali, religiosi ed enogastronomiche è stato incluso dal Ministero dei Beni e delle Attività culturali e del Turismo (Mibact), nell'Atlante dei Cammini d'Italia. Nel 2016, inoltre, il Comune di San Giorgio Morgeto ha istituito una filiera intercomunale per la promozione della candidatura del Percorso come "Itinerario Culturale europeo" da parte del Consiglio d'Europa.

### Tappe
1. Da Gambarie ai Piani di Carmelia
2. Dai Piani di Carmelia a Zervò (ex sanatorio)
3. Da Zervò al Passo del Mercante
4. Dal passo del Mercante al passo della Limina
5. Dal passo della Limina a passo Croceferrata o Mongiana
6. Da passo Croceferrata a Mongiana
7. A: Da Mongiana a Serra San Bruno
8. B: Da Mongiana a Bivongi-Stilo

## Opere
- Diario di un trekking sul sentiero del brigante. In cammino tra l'Aspromonte e le Serre di Nicola Casile Edizione Kaleidon, 2015
- Reti sentieristiche e itinerari tematici per la valorizzazione del paesaggio montano in Calabria. Una proposta progettuale: Il Sentiero del Brigante tra l’Aspromonte e le Serre, tesi di laurea in Scienze Forestali e Ambientali di Nicola Casile, 2010